# Левенцівка (Мачухівська сільська громада)
Леве́нцівка —  село в Україні, у Мачухівській сільській громаді Полтавського району Полтавської області. Населення становить 87 осіб. До 2020 орган місцевого самоврядування — Плосківська сільська рада.

## Географія
Село Левенцівка знаходиться на правому березі річки Полузір'я, вище за течією примикає село Андріївка, нижче за течією на відстані 2 км розташоване село Плоске, на протилежному березі - село Браїлки. Річка в цьому місці звивиста, утворює лимани, стариці та заболочені озера.

## Історія
12 червня 2020 року, відповідно до розпорядження Кабінету Міністрів України № 721-р «Про визначення адміністративних центрів та затвердження територій територіальних громад Полтавської області», село увійшло до складу Мачухівської сільської громади.
19 липня 2020 року, в результаті адміністративно - територіальної реформи та ліквідації  Решетилівського району, село увійшло до складу новоутвореного Полтавського району.